# Lake Nisson
Der Lake Nisson ist ein See im Westland District der Region West Coast auf der Südinsel von Neuseeland.

## Geographie
Der Lake Nisson befindet sich, umgeben von einem Feuchtgebiet, zwischen dem Waiatoto River, 1,25 km ostnordöstlich und dem Arawhata River, rund 5,5 km westsüdwestlich. Haast als nächstgrößerem Ort ist rund 25 km in nordöstlicher Richtung zu finden. Der See liegt in einer bis zu 3 km breiten Ebene zwischen dem 671 m hohen Mount McLean im Nordwesten und dem 1503 m hohen Mount Watney im Südosten. Das Gewässer umfasst eine Fläche von 54,7 Hektar und besitzt einen Umfang von rund 3,05 km. Mit einer Südwest-Nordost-Ausrichtung erstreckt sich der See über eine Länge von rund 960 m und misst dabei an seiner breitesten Stelle rund 820 m in Nordwest-Südost-Richtung.
Zulauf bekommt der Lake Nisson hauptsächlich vom Hindley Creek, vom Sounter Stream und von einem nicht näher bezeichneten Bach. Der Nisson Creek hingegen entwässert den See und mündet rund 2,2 Flusskilometer weiter in den Waiatoto River.